# 第聂伯特殊钢铁

第聂伯特殊钢铁（烏克蘭語：Дніпроспецсталь，縮寫DSS）是乌克兰最大的钢铁生产公司，总部位于乌克兰南部的城市扎波罗热。

## 沿革
成立于1932年，最初叫工具钢厂。第一任厂长是AlexanderTregubenko，他是列宁奖得主，他一直工作到1960年代初，在扎波罗热市有一条街道以他的名字命名 。
在1941年的苏德战争的工厂，所有的工作人员急忙疏散到后方新库兹涅茨克，在这里他们提供了高品质的钢铁保证了前方战场的需要。战争结束后，回到了之前的工厂改名为“Dneprospetsstal”。随着苏联国家军事工业综合体的发展，航空工业和航天工业（用于制造航天器“联盟号飞船”，“东方号飞船”和航天飞机“暴风雪号”）用到的所有钢铁均来自于“Dneprospetsstal”，它也变成了一个地位特殊的工厂，它是由苏联黑色冶金联盟直接管理，不受管于当时的乌克兰政府。1958年，“Dneprospetsstal”是世界第一个电渣重熔测试技术的。 在当时DSS冶炼被认为是欧洲最大最好的冶金工厂。
1980它是第一个工厂掌握了气氧精炼不锈钢生产工具和高速钢粉末冶金冶炼技术的。今天仍然是金属粉末的生产商，仅与奥地利、瑞典和美国竞争。

## 产品
专业生产钢铁，生产高技术含量、高附加值钢铁精品的不锈钢，工具钢，高速钢，轴承钢，合金钢，结构钢，以及耐热镍基合金。有800多种牌号的钢和合金，以及超过1000种不同的配置的型号。
形态：
- 圆状 (棒材)3.0-550.0mm；
- 方状 (方材)80.0-400.0mm；
- 片状 (板材)50-300x80-800mm。

## 公司构架
- 乌克兰扎波罗热‘DNEPROSPETSSTA’L工厂
- 乌克兰基辅全球销售总部“DSSGlobal Trading, LLC”
- 俄罗斯莫斯科‘Trading House Dneprospetsstal-M’
- 瑞士卢加诺‘DSS International SA’德国杜塞尔多夫‘Dniprospezstahl GmbH’ （页面存档备份，存于）
- 美国芝加哥‘DSS America Inc’
- 土耳其伊斯坦布尔‘Exclusive Distributor of Tool Steel (Turkey)’
- 意大利米兰‘DSS Italy’

## 外部連結
- 官方网站